# Bolinichthys pyrsobolus
Bolinichthys pyrsobolus är en fiskart som först beskrevs av Alcock, 1890.  Bolinichthys pyrsobolus ingår i släktet Bolinichthys och familjen prickfiskar. Inga underarter finns listade.